# World’s Strongest Man (альбом)
World’s Strongest Man — третий студийный альбом английского рок-музыканта Гэза Кумбса (фронтмен инди-группы Supergrass), вышедший 4 мая 2018 года на лейбле. Альбом занял 12-е место в британском хит-параде UK Albums Chart.

## Отзывы
| Совокупная оценка | Совокупная оценка |
| Источник          | Оценка            |
| ----------------- | ----------------- |
| Metacritic        | 80/100            |
| Оценки критиков   |                   |
| Источник          | Оценка            |
| AllMusic          | [ 5 ]             |
| Clash             | 8/10              |
| DIY               | [ 7 ]             |
| Drowned in Sound  | (5/10)            |
| Loud and Quiet    | 7/10              |
| MusicOMH          | [ 10 ]            |
| NME               | [ 11 ]            |
| PopMatters        | 8/10              |

World’s Strongest Man получил «в целом благоприятные» отзывы критиков. На сайте Metacritic, который присваивает средневзвешенную оценку из 100 баллов рецензиям мейнстримовых изданий, этот релиз получил среднее значение в 80 баллов на основе 12 рецензий.
Стивен Томас Эрлевайн из AllMusic сказал об альбоме: «Кумбс исследует внешние границы своей психики, маскируя свою тревогу под мерцающими синтезаторами, барабанными петлями и гитарами, которые не столько играют, сколько используют для создания текстурных волн. Он явно создан на компьютере, плотные ритмы соперничают с гладкими поверхностями — но при этом он не гонится за поп-тенденциями. Вместо этого это зрелый современный альбом». Лиза Райт из DIY' отметила: «Продолжая свой путь на более элегическую, интровертную территорию, третье сольное предложение Газа продолжает показывать, что он переходит в свою следующую фазу с настоящим классом».

### Итоговые списки
| Публикация         | Список                 | Ранг | Ссылка |
| ------------------ | ---------------------- | ---- | ------ |
| Fopp               | Top 100 Albums of 2018 | 14   | [ 13 ] |
| Mojo Magazine      | Top 75 Albums of 2018  | 17   | [ 14 ] |
| Piccadilly Records | Top 100 Albums of 2018 | 75   | [ 15 ] |
| Rough Trade        | Top 100 Albums of 2018 | 93   | [ 16 ] |

## Список треков
| №                   | Название                    | Длительность |
| ------------------- | --------------------------- | ------------ |
| 1.                  | «World's Strongest Man»     | 3:28         |
| 2.                  | «Deep Pockets»              | 3:50         |
| 3.                  | «Walk the Walk»             | 3:56         |
| 4.                  | «Shit (I've Done It Again)» | 2:58         |
| 5.                  | «Slow Motion Life»          | 4:28         |
| 6.                  | «Wounded Egos»              | 4:08         |
| 7.                  | «Oxygen Mask»               | 4:10         |
| 8.                  | «In Waves»                  | 2:54         |
| 9.                  | «The Oaks»                  | 4:38         |
| 10.                 | «Vanishing Act»             | 2:50         |
| 11.                 | «Weird Dreams»              | 4:56         |
| Общая длительность: | Общая длительность:         | 42:16        |

## Чарты
| Чарт (2018)                      | Высшая позиция |
| -------------------------------- | -------------- |
| Бельгия/Валлония (Ultratop)      | 150            |
| Франция (SNEP)                   | 188            |
| Великобритания (UK Albums Chart) | 12             |